# Этал
Этал (англ. Etal) — атолл в Тихом океане в архипелаге Каролинские острова. Является частью Федеративных Штатов Микронезии и административно входит в состав штата Трук.

## География
Этал входит в состав островов Номои (Мортлок), расположен в центральной части Каролинских островов в 6 км к северу от острова Сатаван, в 14 км к северо-западу от острова Лукунор. Ближайший материк, Азия, расположен в 4200 км.
Этал представляет собой небольшой атолл почти треугольной формы, длина которого составляет 6,5 км, а ширина — 4 км. Окружён коралловым рифом. В центре атолла расположена лагуна. Площадь суши острова, состоящего из 17 моту, составляет 1,893 км². Растительность типичная для других атоллов Тихого океана.
Климат на Этале влажный тропический. Случаются разрушительные циклоны.

## История
Европейским первооткрывателем острова, вероятно, является российский путешественник Федор Литке, проплывший мимо него 11 февраля 1828 года. В 1844 году остров был исследован британским торговцем Эндрю Чейни, который назвал его «группой Найяд» (англ. Naiads Group).
В 1899 году Этал, как и другие Каролинские острова, перешил под контроль Германской империи. После Первой мировой войны остров перешёл к Японии, став впоследствии частью Южного Тихоокеанского мандата. После окончания Второй мировой войны остров перешёл под контроль США и с 1947 года управлялся был частью Подопечной территории Тихоокеанские острова. В 1979 году остров вошёл в состав Федеративных Штатов Микронезии.

## Население
В 2000 году на острове проживало 267 человек.

## Экономика
Основа экономики — сельское хозяйство (производство копры) и рыболовство.